# Weisiopsis plicata
Weisiopsis plicata är en bladmossart som beskrevs av Brotherus 1921. Weisiopsis plicata ingår i släktet Weisiopsis och familjen Pottiaceae. Inga underarter finns listade i Catalogue of Life.